# Corona norvegese
La corona norvegese o krone è la valuta ufficiale utilizzata in Norvegia. La forma plurale è kroner e una krone è divisa in 100 øre (singolare e plurale). Il codice ISO 4217 è NOK.
L'introduzione della corona come valuta legale in Norvegia, nel 1875, fu un risultato dell'Unione monetaria scandinava, che durò fino alla prima guerra mondiale. Gli aderenti all'unione monetaria erano gli stati scandinavi di Svezia e Danimarca, cui la Norvegia si aggiunse due anni dopo.
Il nome della valuta era krone in danese e norvegese, e krona in svedese. Dopo la dissoluzione dell'unione monetaria tutti e tre gli stati decisero di mantenere invariato il nome delle rispettive valute che però adesso sono separate.
Le monete e le banconote norvegesi sono distribuite dalla Banca centrale norvegese.

## Monete
Nel 1875 le monete vennero introdotte (molte datate 1874) nei tagli da 10 e 50 øre, 1, 10 e 20 krone, le quali mantennero anche la precedente denominazione: 3, 15 e 30 skilling (unità della moneta scandinava), 2½ e 5 specidaler. Tra il 1875 e il 1878 il nuovo conio introdusse tutti i tagli e precisamente: 1, 2, 5, 10, 25 e 50 øre; 1, 2, 10 e 20 krone. Le 1, 2 e 5 øre erano in bronzo, le 10, 25 e 50 øre, 1 e 2 kroner erano in argento, infine le 10 e 20 kroner erano in oro.
Le ultime monete d'oro furono emesse nel 1910, l'argento fu sostituito dal cupronichel a partire dal 1920. Tra il 1917 e il 1921 il ferro sostituì temporaneamente il bronzo, il 1917 vide anche l'ultimo rilascio delle monete da 2 corone. Durante l'occupazione tedesca  durante la seconda guerra mondiale, venne usato zinco al posto del cupronichel nei tagli da 10, 25 e 50 øre, con la produzione del taglio da una 1 corona sospesa.
Nel 1963 furono introdotte le monete da 5 corone. Nel 1972 cessò la produzione delle monete da 1 e 2 øre. Nel 1973 la dimensione della moneta da 5 øre fu ridotta; la sua produzione fu abbandonata nel 1982, insieme a quella della moneta da 25 øre. La moneta da 10 corone fu introdotta nel 1983. Nel 1992 l'ultima moneta da 10 øre venne coniata. Tra il 1994 e il 1998 fu introdotto un nuovo conio composto da 50 øre, 1, 5, 10 e 20 corone, con la moneta da 20 corone introdotta nel 1994.
| Monete della corona norvegese                      |
| 50 øre (1996); Corona del re; favola animale       |
| 1 kr (1997); Monogramma di Harald V; un pollo      |
| 5 kr (1998); Ordine di Sant'Olav; foglie di acanto |
| 10 kr (1995); Harald V; tetto di Stavkirke         |
| 20 kr (1994); Harald V; nave vichinga              |

Le monete da 10 e da 20 corone raffigurano l'effigie dell'attuale monarca. In precedenza le monete da 1 e da 5 corone presentavano anche l'effigie reale, ma adesso questi tagli hanno solo decorazioni in stile regale o con simboli nazionali. Il motto del re (Harald V è Alt for Norge, che significa "Tutti per la Norvegia") è inciso sulla moneta da 10 corone.
Le monete e le banconote sono distribuite dalla Banca Centrale della Norvegia.

## Banconote
Nel 1877 la Norges Bank introdusse le banconote da 5, 10, 50, 100, 500 e le 1000 corone. Nel 1917 fu emessa la banconota da 1 corona, mentre quella da 2 corone fu emessa tra il 1918 e il 1922. A causa della carenza di metallo in quel periodo, le banconote da 1 e 2 corone vennero emesse anche tra il 1940 e il 1950. Nel 1963 le banconote da 5 corone vennero sostituite da monete, lo stesso accade per le banconote da 10 corone nel 1984; quelle da 200 corone invece vennero introdotte nel 1994.
| Banconote della corona norvegese |
| 50 kr; Peter Christen Asbjørnsen |
| 100 kr; Kirsten Flagstad         |
| 200 kr; Kristian Birkeland       |
| 500 kr; Sigrid Undset            |
| 1000 kr; Edvard Munch            |

## Sintesi delle denominazioni
| Denominazione | Banconote           | Banconote   | Banconote                         | Monete    | Monete      | Monete                                                                               |
| Denominazione | Stampate            | Fuori corso | Commenti                          | Coniate   | Fuori corso | Commenti                                                                             |
| ------------- | ------------------- | ----------- | --------------------------------- | --------- | ----------- | ------------------------------------------------------------------------------------ |
| 1 øre         | -                   | -           | -                                 | 1876-1972 | 1998        | Bronzo, ferro 1918-21 & 1941-45                                                      |
| 2 øre         | -                   | -           | -                                 | 1876-1972 | 1998        | Bronzo, ferro 1917-20 & 1943-45                                                      |
| 5 øre         | -                   | -           | -                                 | 1875-1982 | 1998        | Bronzo, ferro 1917-20 & 1941-45                                                      |
| 10 øre        | -                   | -           | -                                 | 1874-1991 | 2003        | Argento 1874-1919, cupronichel 1920-92 (forata 1924-51), zinco 1941-45               |
| 25 øre        | -                   | -           | -                                 | 1876-1982 | 1998        | Argento 1876-1919, cupronichel 1921-82 (forata 1921-50), zinco 1943-45               |
| 50 øre        | -                   | -           | -                                 | 1874      | 2012        | Argento 1874-1919, cupronichel 1920-96 (forata 1920-49), zinco 1941-45, bronzo 1996- |
| 1 krone       | 1917-1925 1940-1950 | 1926 1999   | In tempo di guerra "Carta-moneta" | 1875-     | -           | Argento 1875-1917, cupronichel 1925- (forata 1925-51, 1997-)                         |
| 2 kroner      | 1918-1925 1940-1950 | 1926 1999   | In tempo di guerra "Carta-moneta" | 1876-1917 | ??          | Argento 1878-1917                                                                    |
| 5 kroner      | 1877-1963           | 1999        | Sostituita da moneta nel 1963     | 1963-     | -           | cupronichel (forata 1998-)                                                           |
| 10 kroner     | 1877-1984           | 1999        | Sostituita da moneta nel 1984     | 1983-     | -           | Nickel-brass                                                                         |
| 20 kroner     | -                   | -           | -                                 | 1994-     | -           | Nickel-brass                                                                         |
| 50 kroner     | 1877-               | -           |                                   | -         | -           | -                                                                                    |
| 100 kroner    | 1877-               | -           |                                   | -         | -           | -                                                                                    |
| 200 kroner    | 1994-               | -           |                                   | -         | -           | -                                                                                    |
| 500 kroner    | 1877-               | -           |                                   | -         | -           | -                                                                                    |
| 1000 kroner   | 1877-               | -           |                                   | -         | -           | -                                                                                    |

Risorse: , , , 

## Tassi di cambio
Il valore della corona norvegese rispetto ad altre valute varia considerevolmente da un anno all'altro, principalmente sulla base delle modifiche del prezzo del petrolio e dei tassi di interesse.
Nel 2002 la corona norvegese è cresciuta raggiungendo alti tassi di cambio rispetto al dollaro statunitense e all'euro. Il 2 gennaio 2002, 100 NOK valevano circa 11 USD (1 USD = 9 NOK). Nel luglio 2002, ha raggiunto il suo massimo arrivando a 100 NOK = 13,7 USD (1 USD = 7,36 NOK). Inoltre il tasso di cambio è aumentato ulteriormente il 4 luglio 2002, fino al 7 per cento, quando il prezzo del petrolio si è alzato. La Norvegia, infatti, in quel periodo era la terza nazione al mondo per esportazione di petrolio.
Nel 2005 il prezzo del petrolio ha raggiunto livelli record di oltre 60 dollari al barile. Sebbene i tassi di interesse siano diminuiti di circa il 2 per cento, la corona norvegese è cresciuta ulteriormente.
Alla fine del 2007 e all'inizio del 2008 il dollaro ha subito un costante deprezzamento nei confronti di tutte le altre principali valute, mentre nello stesso periodo la corona norvegese ha guadagnato valore, di conseguenza, è diventata sempre più forte rispetto al dollaro, arrivando al tasso di cambio di circa 5 NOK per un USD nell'aprile 2008. Nell'ottobre del 2008 il dollaro ha recuperato valore, arrivando ad un tasso di cambio di circa 7 NOK per un USD.